# Forças Armadas do Equador
As Forças Armadas Equatorianas são a principal força de combate e defesa da República do Equador. Ela esta completamente sob controle civil, tendo como seu comandante-em-chefe o presidente da república. Conflitos com países vizinhos durante a Guerra Fria (como o Peru) moldaram a forma deste exército. Nos dias atuais, eles participam de missões da ONU e combate ao narcotráfico.

## História
A história das Forças Armadas Equatorianas pode ser traçada para 1531, com a guerra civil no Império Inca, na vitória das tropas de Atahualpa contra as tropas de Huascar, em Riobamba. Porém, Atahualpa foi derrotado um ano depois, por conquistadores espanhóis na Batalha de Cajamarca. Trezentos anos depois, o Equador lutou contra a Espanha por sua independência, que culminou na Batalha de Pichincha, em 24 de Maio de 1822. Após essa vitória, os equatorianos se uniram as forças da Grã-Colômbia, na qual lutaram contra os espanhóis para a liberação do Peru, entre 1822 e 1825, e entre 1828 e 1829, os equatorianos se encontravam em meio a um conflito entre a Grã-Colômbia e o Peru, ao longo da fronteira. Após uma longa campanha, sobre o comando do Marechal Sucre e o General Juan José Flores, acabaram vitoriosos. 
O tratado de 1829 fixou a fronteira entre o Equador e o Vice-Reino do Peru. Em 1859, a nação chegou ao ponto de anarquia, levando a guerra civil e ao primeiro confronto entre Equador e Peru, resultando em perdas territoriais para o Equador. O conflito voltaria a acontecer em 1941, com mais perdas territoriais após invasão do Peru. Escaramuças na fronteira com o Peru continuaram até 1981, quando a Guerra do Paquisha, terminando com a vitória peruana e tomada do território disputado. Em 1995, os equatorianos entraram em combate com os peruanos pela ultima vez, na Guerra do Cenepa, que culminou em um cessar fogo e no Tratado do Rio de Janeiro, que traçou a fronteira entre Equador e Peru. Uma crise diplomática aconteceu em 2008 e obrigou a administração e as forças armadas a adquirir novos equipamentos e criar uma nova doutrina de defesa nacional. Em 2009, foi lançado o plano PATRIA I, que consistia na modernização do material e melhoras no planejamento e operações no território equatoriano. O plano PATRIA I foi concluído em 2011.

## Funções
Conforme a Constituição Equatoriana, em seu Artigo 147 §16, o presidente do Equador é o comandante em chefe das Forças Armadas, podendo designar os integrantes do alto comando. Sua direção corresponde ao Ministério da Defesa Equatoriano e o comando operacional corresponde ao Chefe do Estado Maior do Comando Conjunto das Forças Armadas.
Segundo a Constituição Equatoriana de 2008:
Art.158. - As Forças Armadas e a Polícia Nacional são instituições de proteção dos direitos, liberdades e garantias dos cidadãos.
- As Forças Armadas tem como missão fundamental, a defesa da soberania e integridade territorial;
- A proteção interna e manutenção da ordem pública são funções privativas do estado e responsabilidade da Polícia Nacional;
- As servidoras e servidores das Forças Armadas e Polícia Nacional se formaram pelos fundamentos da democracia e dos direitos humanos, e respeitarão a dignidade e os direitos das pessoas, sem discriminação alguma e com apego irrestrito ao ordenamento jurídico.

O estado democrático de direito equatoriano estabelece que:
- Constituição da República do Equador
  - Art.147. - São atribuições e deveres do Presidente da República, além dos que determinam a lei
    - 16.- Exercer a máxima autoridade das Forças Armadas e da Polícia Nacional, além de designar os integrantes do alto comando militar e policial.
- Lei de Defesa
  - Art.3 - O presidente é a máxima autoridade das Forças Armadas e exerce todas as funções em conformidade com o disposto na Constituição Política da República e mais leis pertinentes. Suas funções constitucionais, nos aspectos politico-administrativos, as implementará através do Ministério da Defesa Nacional, e nos aspectos militar-estratégicos, com o Comando Conjunto, sem prejuízo de que exerçam diretamente.

## Estrutura de Comando
- Comandante-em-Chefe das Forças Armadas (Comandante en Jefe de las Fuerzas Armadas): o Comandante-em-Chefe das Forças Armadas é o Presidente da República. Ele exerce a liderança política da segurança e defesa nacional, e conta com o auxílio do Conselho de Defesa Nacional.
- Conselho de Segurança Nacional (Consejo de Seguridad Nacional): o CSN é o organismo responsável pela defesa nacional, com a atribuição de estabelecer o conceito de segurança nacional, servindo como uma ferramenta essencial para o planejamento e os processos de tomada de decisão.
- Ministério da Defesa Nacional (Ministerio de la Defensa Nacional): é o órgão administrativo da defesa nacional. O Ministro Coordenador da Segurança Interna e Exterior concede as políticas que serão adotadas pelas instituições de defesa do país.
- Comando Conjunto das Forças Armadas (Comando Conjunto de las Fuerzas Armadas): Órgão máximo de planejamento, preparação e estratégia das operações militares.

## Ramos

### Comando Conjunto das Forças Armadas
O Comando está a cargo da administração e coordenação dos ramos das Forças Armadas. Os objetivos do comando são:
- Integrar os ramos militares com capacidades conjuntas e interoperabilidade;
- Abordar mudanças e novos cenários que garantam a paz, a segurança e o bem estar da nação.

### Exército Equatoriano
O Exército Equatoriano é o componente terrestre das Forças Armadas. A força conta com aproximadamente 43.600 membros ativos e 170.000 reservistas.

### Força Aérea Equatoriana
A Força Aérea Equatoriana é o componente aéreo das Forças Armadas, responsável pela defesa aérea do território equatoriano. A força conta com aproximadamente 9.210 membros ativos, operando 285 aeronaves. 

### Marinha Equatoriana
A Marinha Equatoriana é o componente naval das Forças Armadas, responsável pela defesa das costas e mar territoral equatoriano, luta contra o narcotráfico, administração de portos e auxilios a navegação comercial, marítima e fluvial.  A força conta com aproximadamente 21.300 membros ativos.

## Hierarquia
|                         | Exército Equatoriano | Força Aérea Equatoriana                              | Marinha Equatoriana |  |
| ----------------------- | -------------------- | ---------------------------------------------------- | ------------------- |  |
| Oficiais generais       | General do Exército  | General do Ar                                        | Almirante           |  |
| Oficiais generais       | General de Divisão   | Tenente-General                                      | Vice-Almirante      |  |
| Oficiais generais       | General de Brigada   | Brigadeiro-General                                   | Contra-Almirante    |  |
| Oficiais superiores     | Coronel              | Coronel                                              | Capitão de Navio    |  |
| Oficiais superiores     | Tenente-Coronel      | Tenente-Coronel                                      | Capitão de Fragata  |  |
| Oficiais superiores     | Major                | Major                                                | Capitão de Corveta  |  |
| Oficiais intermediários | Capitão              | Capitão                                              | Tenente de Navio    |  |
| Oficiais subalternos    | Tenente              | Tenente                                              | Tenente de Fragata  |  |
| Oficiais subalternos    | Subtenente           | Subtenente                                           | Alferes de Fragata  |  |
| Oficiais subalternos    |                      | Guarda-Marinha (4º, 3º, 2º, 1º ano, respectivamente) |                     |  |
| Praças ou graduados     | Suboficial Major     | Suboficial Major                                     | Suboficial Major    |  |
| Praças ou graduados     | Primeiro Suboficial  | Primeiro Suboficial                                  | Primeiro Suboficial |  |
| Praças ou graduados     | Segundo Suboficial   | Segundo Suboficial                                   | Segundo Suboficial  |  |
| Praças ou graduados     | Primeiro Sargento    | Primeiro Sargento                                    | Primeiro Sargento   |  |
| Praças ou graduados     | Segundo Sargento     | Segundo Sargento                                     | Segundo Sargento    |  |
| Praças ou graduados     | Primeiro Cabo        | Primeiro Cabo                                        | Primeiro Cabo       |  |
| Praças ou graduados     |                      | Marinheiro                                           |                     |  |
| Praças ou graduados     |                      | Grumete (Segundo Ano)                                |                     |  |
| Praças ou graduados     | Soldado              | Soldado                                              |                     |  |
| Praças ou graduados     |                      | Grumete (Primeiro Ano)                               |                     |  |

## Galeria

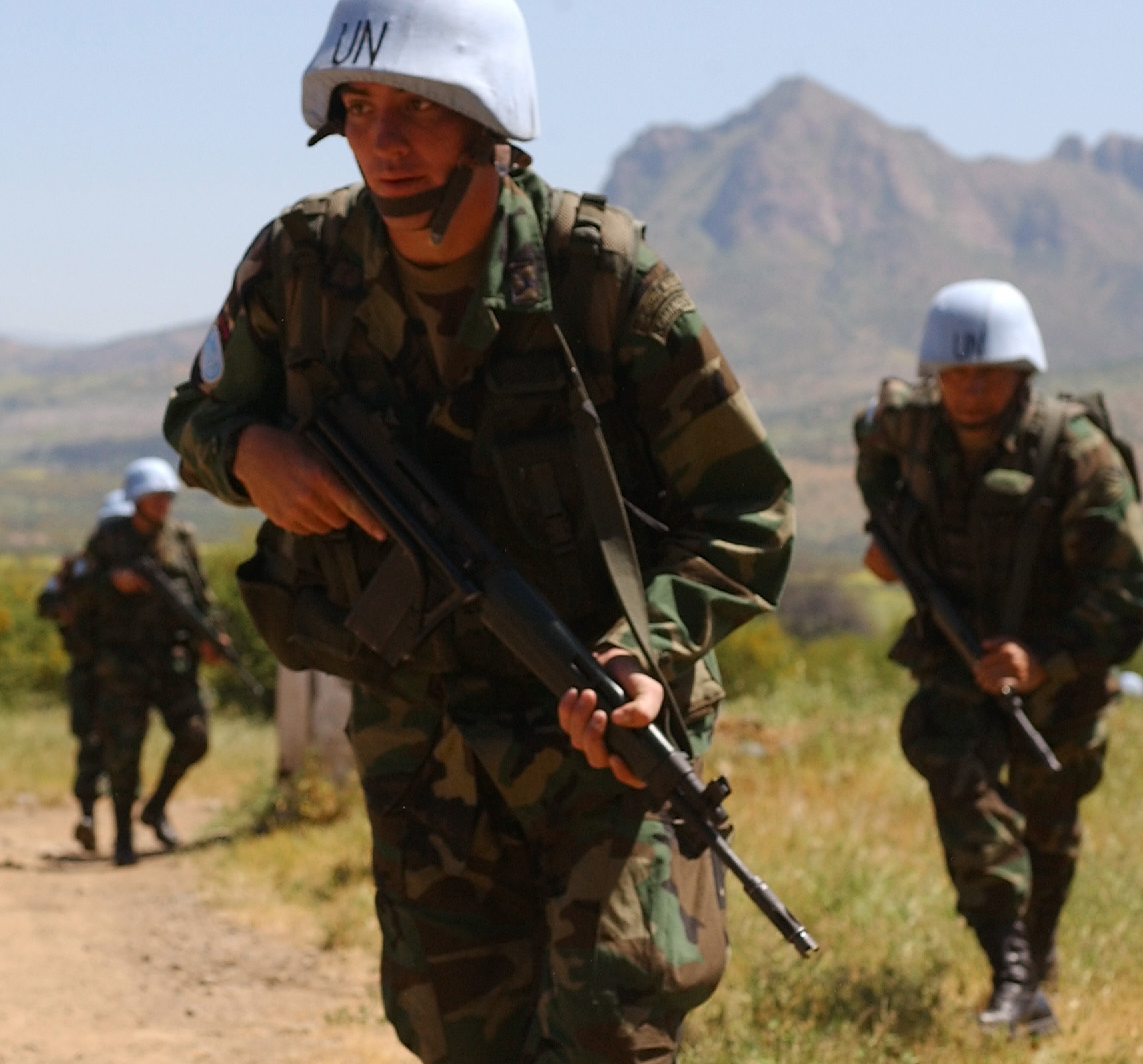
Militares equatorianos armados com seu fuzil SIG 542 durante um exercício de treinamento com a ONU.
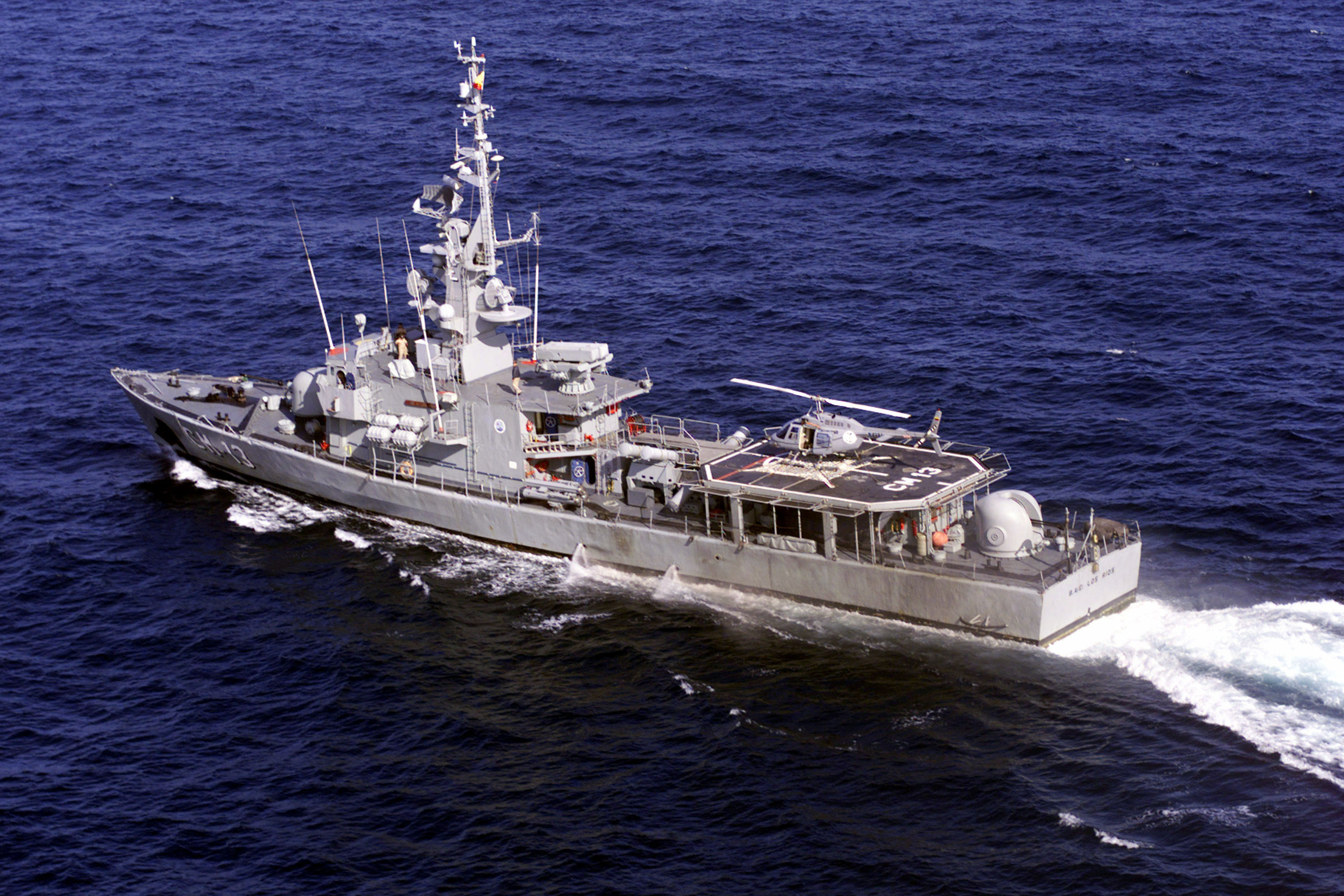
Uma corveta da marinha equatoriana.
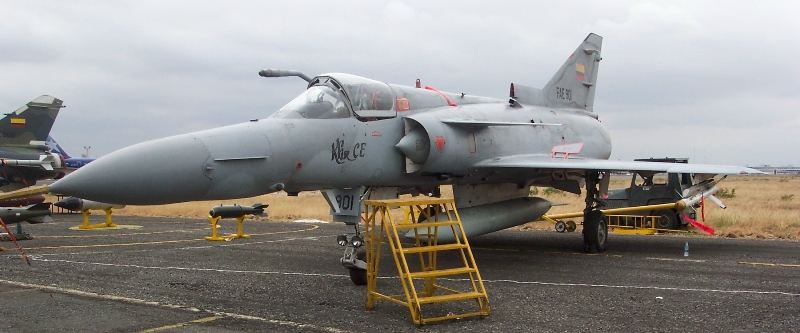
Um caça IAI Kfir, o principal avião de combate equatoriano.
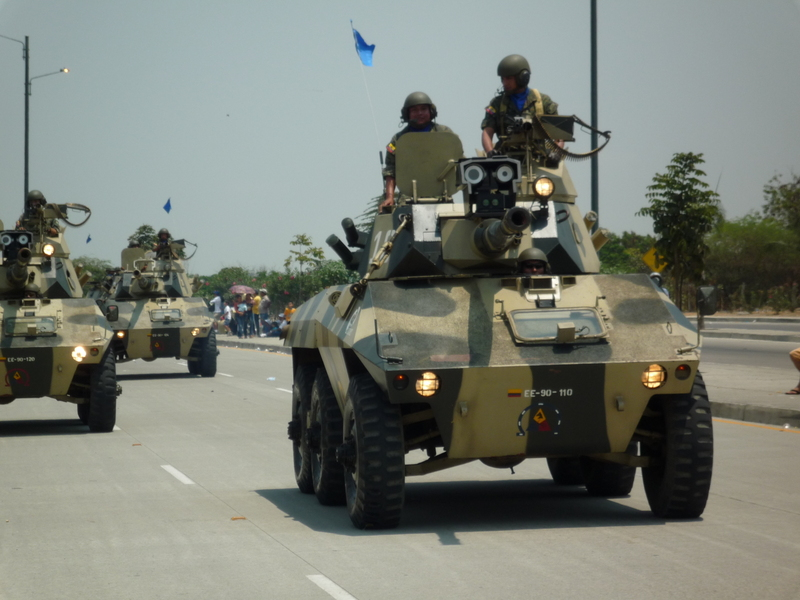
Blindados EE-9 Cascavel, de fabricação brasileira, utilizados pelo exército do Equador.
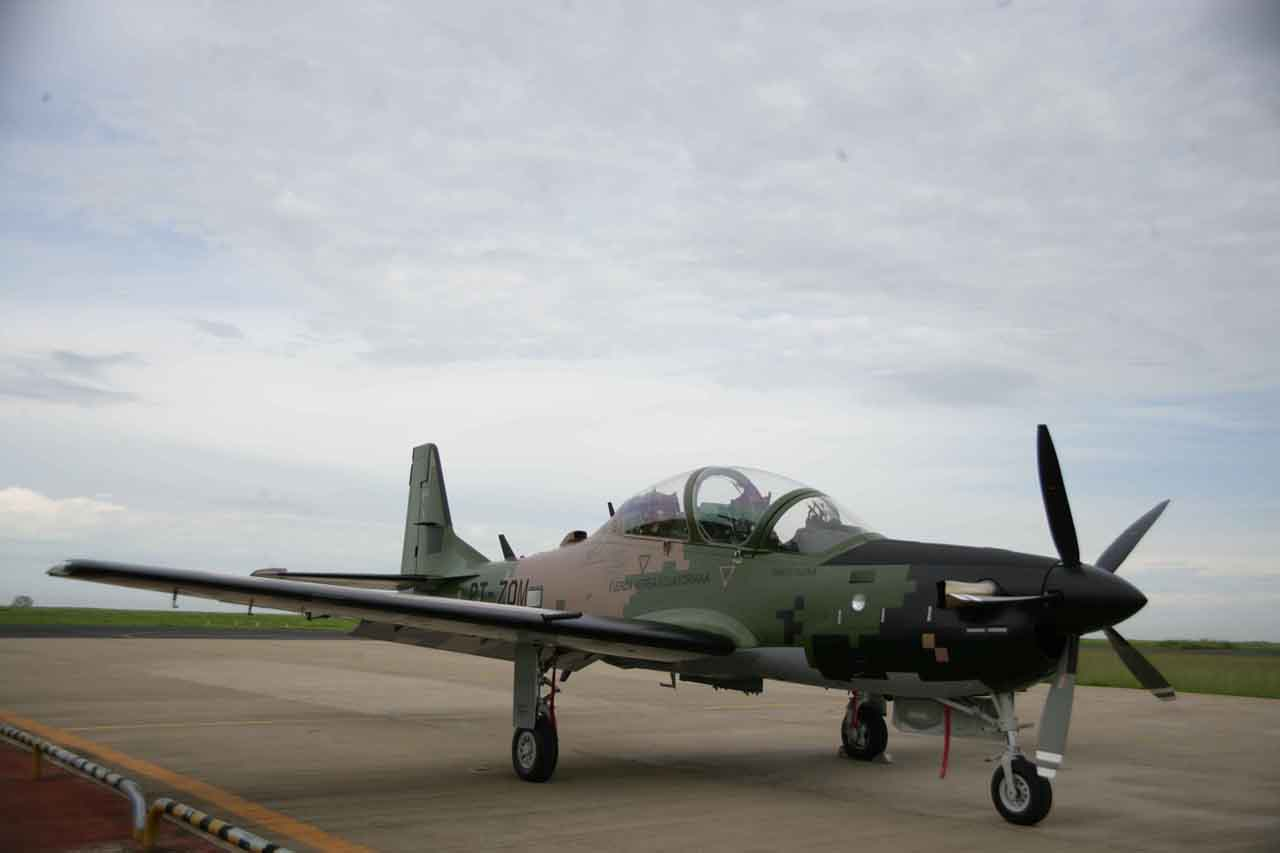
Um Super Tucano equatoriano.
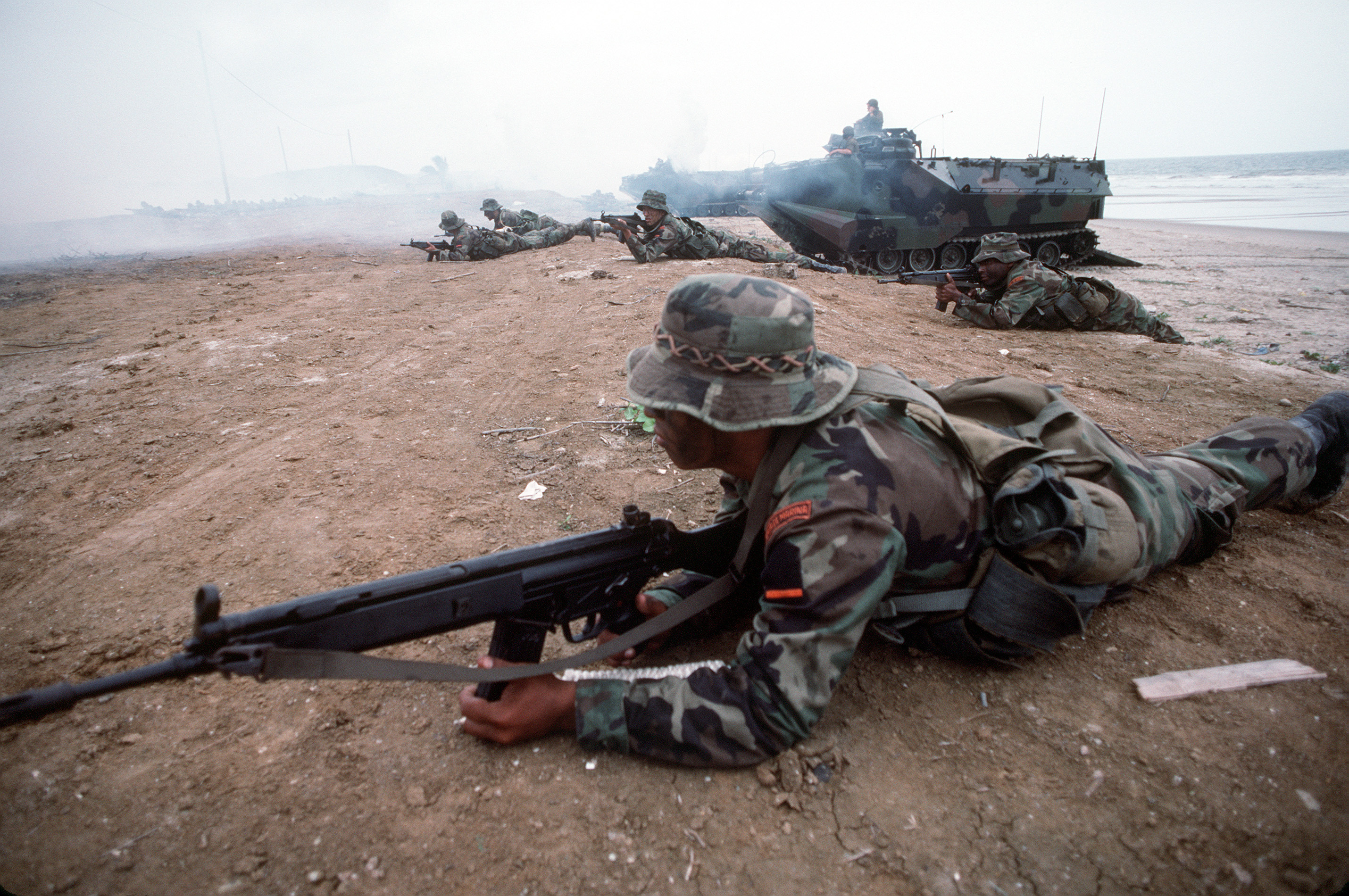
Infantaria naval equatoriana.
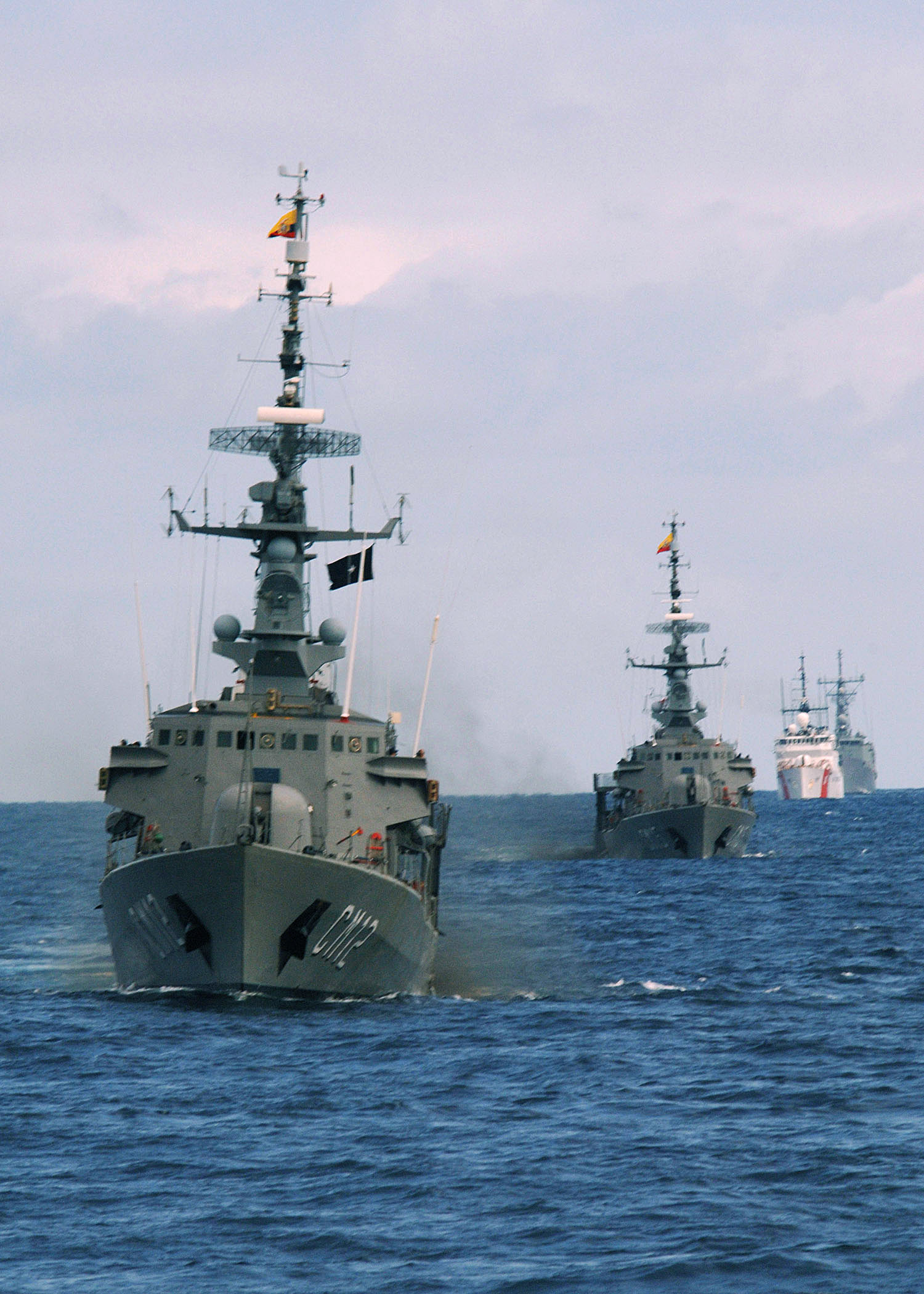
Navios de guerra equatorianos.
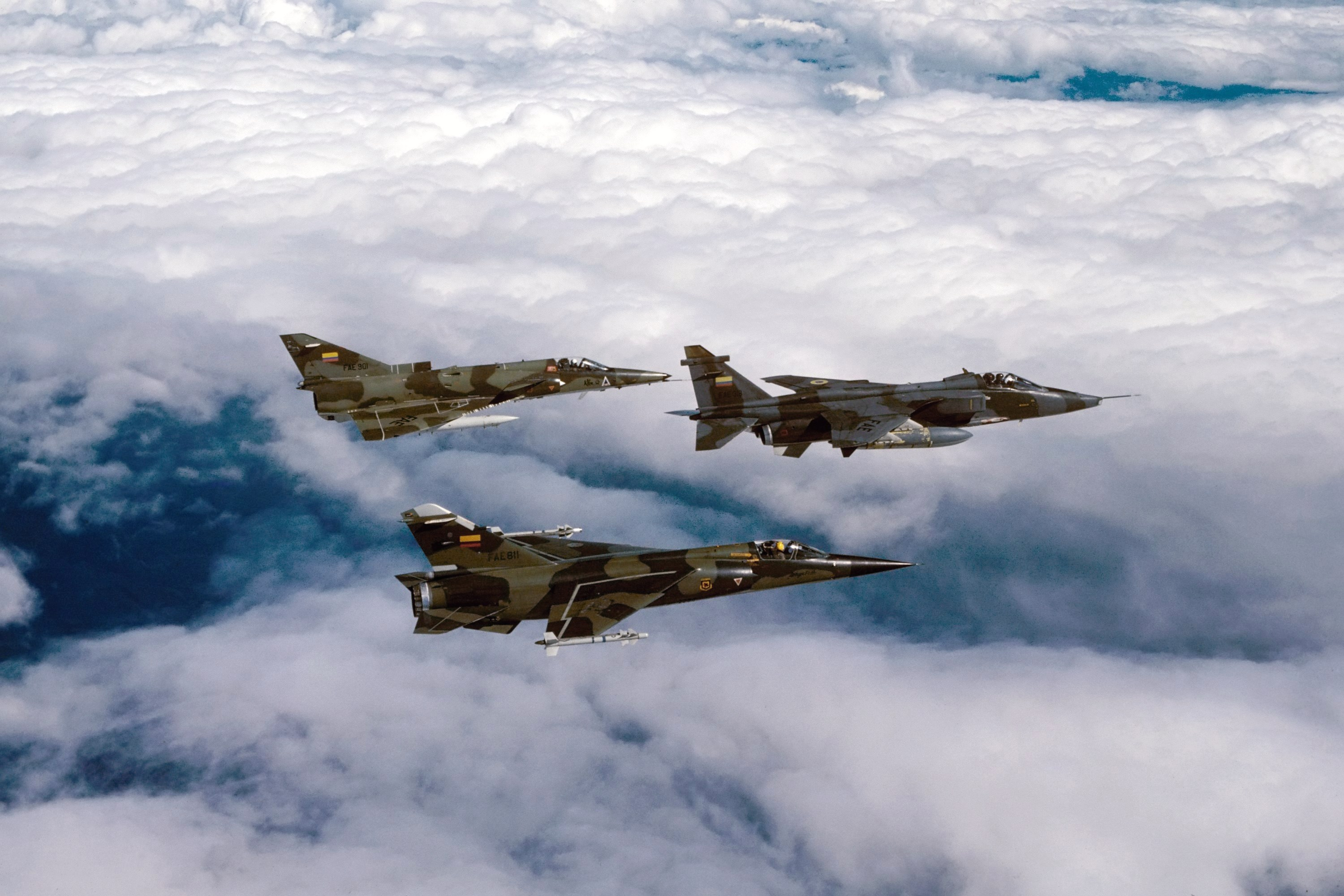
Três aeronaves de combate da força aérea do Equador: um IAI Kfir, um Jaguar e um Mirage F1 (estes últimos dois modelos de aviões já foram aposentados).